# کریستوفر سی. کرافت جونیور
کریستوفر سی. کرافت جونیور (انگلیسی: Christopher C. Kraft Jr.; ۲۸ فوریهٔ ۱۹۲۴ – ۲۲ ژوئیهٔ ۲۰۱۹) مهندس هوافضا و ناسا اهل ایالات متحده آمریکا بود که در ایجاد مرکز کنترل مأموریت و شکل‌دهی ساختار و فرهنگ آن سهم داشته‌است. شاگرد او گلین لونی در ۱۹۹۸ گفت: «امروز مرکز کنترل … انعکاسی از کریس کرافت است.»
وی همچنین برندهٔ جوایزی همچون مدال خدمات برجسته ناسا شده‌است.